# Мозговые пузыри

Мозговые пузыри мозга человека с обозначением отделов мозга, которые из них формируются

Мозговы́е пузыри́ — расширения фронтального отдела нервной трубки у зародышей позвоночных, включая эмбрионы человека, из которых в процессе развития зародыша формируются различные отделы мозга. Образование мозговых пузырей происходит на стадии нейруляции.

## Мозговые пузыри человеческих эмбрионов
У человеческих эмбрионов процесс формирования нервной системы стартует раньше, чем формирование многих других органов. Уже на 20 сутки после зачатия при размере зародыша до 2 мм на нервной трубке можно различить три расширения, которые в процессе развития образуют три мозговых пузыря. Фронтальный пузырь («первичный передний») постепенно развивается в передний мозг, следующий пузырь («средний») — в средний мозг, а третий («первичный задний») — в ромбовидный мозг. На следующей стадии развития первичный передний и первичный задний пузыри раздваиваются. Первичный передний пузырь раздваивается раньше и формирует два пузыря, которые образуют два будущих отдела переднего мозга — конечный мозг и промежуточный мозг, а первичный задний пузырь на 6 неделе развития формирует два пузыря, которые становятся частями ромбовидного мозга — задний мозг и продолговатый мозг. Средний пузырь не удваивается. Таким образом, число пузырей мозга у человека достигает пяти.
| Первичный мозговой пузырь | Вторичные мозговые пузыри | Первичные нейромеры | Вторичные нейромеры   | Дальнейшая нейромеризация |
| ------------------------- | ------------------------- | ------------------- | --------------------- | ------------------------- |
| Прозэнцефалон (P)         | Телэнцефалон (T)          | Прозомера T         | Прозомера T1          |                           |
| Прозэнцефалон (P)         | Телэнцефалон (T)          | Прозомера T         | Псевдопрозомера T2    |                           |
| Прозэнцефалон (P)         | Диэнцефалон (D)           | Прозомера D         | Прозомера D1          |                           |
| Прозэнцефалон (P)         | Диэнцефалон (D)           | Прозомера D         | Прозомера D2          | Ростральный парэнцефалон  |
| Прозэнцефалон (P)         | Диэнцефалон (D)           | Прозомера D         | Прозомера D2          | Каудальный парэнцефалон   |
| Прозэнцефалон (P)         | Диэнцефалон (D)           | Прозомера D         | Прозомера D2          | Синэнцефалон              |
| Мезэнцефалон (M)          | Мезэнцефалон (M)          | Мезомера M          | Мезомера M1           |                           |
| Мезэнцефалон (M)          | Мезэнцефалон (M)          | Мезомера M          | Мезомера M2           |                           |
| Ромбэнцефалон (Rh)        | Метэнцефалон (Mt)         | Ромбомера A         | Перешеек (истмус (I)) |                           |
| Ромбэнцефалон (Rh)        | Метэнцефалон (Mt)         | Ромбомера A         | Ромбомера Rh1         |                           |
| Ромбэнцефалон (Rh)        | Метэнцефалон (Mt)         | Ромбомера A         | Ромбомера Rh2         |                           |
| Ромбэнцефалон (Rh)        | Метэнцефалон (Mt)         | Ромбомера A         | Ромбомера Rh3         |                           |
| Ромбэнцефалон (Rh)        | Миелэнцефалон (My)        | Ромбомера B         | Ромбомера Rh4         |                           |
| Ромбэнцефалон (Rh)        | Миелэнцефалон (My)        | Ромбомера C         | Ромбомера Rh5         |                           |
| Ромбэнцефалон (Rh)        | Миелэнцефалон (My)        | Ромбомера C         | Ромбомера Rh6         |                           |
| Ромбэнцефалон (Rh)        | Миелэнцефалон (My)        | Ромбомера C         | Ромбомера Rh7         |                           |
| Ромбэнцефалон (Rh)        | Миелэнцефалон (My)        | Ромбомера D         | Ромбомера Rh8         |                           |